# Hans Frauenfelder
Hans Frauenfelder (Schaffhausen, 28 de julho de 1922 - 10 de julho de 2022) foi um físico estadunidense. É notável por sua descoberta da correlação angular perturbada, ou PAC (perturbed angular correlation). Atualmente a espectroscopia PAC é largamente usada nos estudos físicos de matéria condensada.

## Educação
Recebeu seu doutorado em física em 1950 no Swiss Federal Institute of Technology em Zurich orientado por Paul Scherrer. Sua tese foi sobre superfícies radioativas. No ETH foi aluno de Gregor Wentzel e Wolfgang Pauli. Através de Pauli, ele também conheceu 
outros grandes cientistas como Hendrik Kramers, Werner Heisenberg, Hans Jensen, e Wolfgang Paul.

## Livros
- Thomas G. Ebrey, Hans Frauenfelder, Barry Honig, and Koji Nakanishi Biophysical Studies, University of Illinois Press (1988) ISBN 0252015282
- Hans Frauenfelder, The Mössbauer Effect, W. A. Benjamin, Inc. (1962) ASIN B000Q7QEBG
- Hans Frauenfelder and Ernest M. Henley, Subatomic Physics, Benjamin Cummings (1991) ISBN 0138594309